# St. Nikolaus (Ossenzhausen)

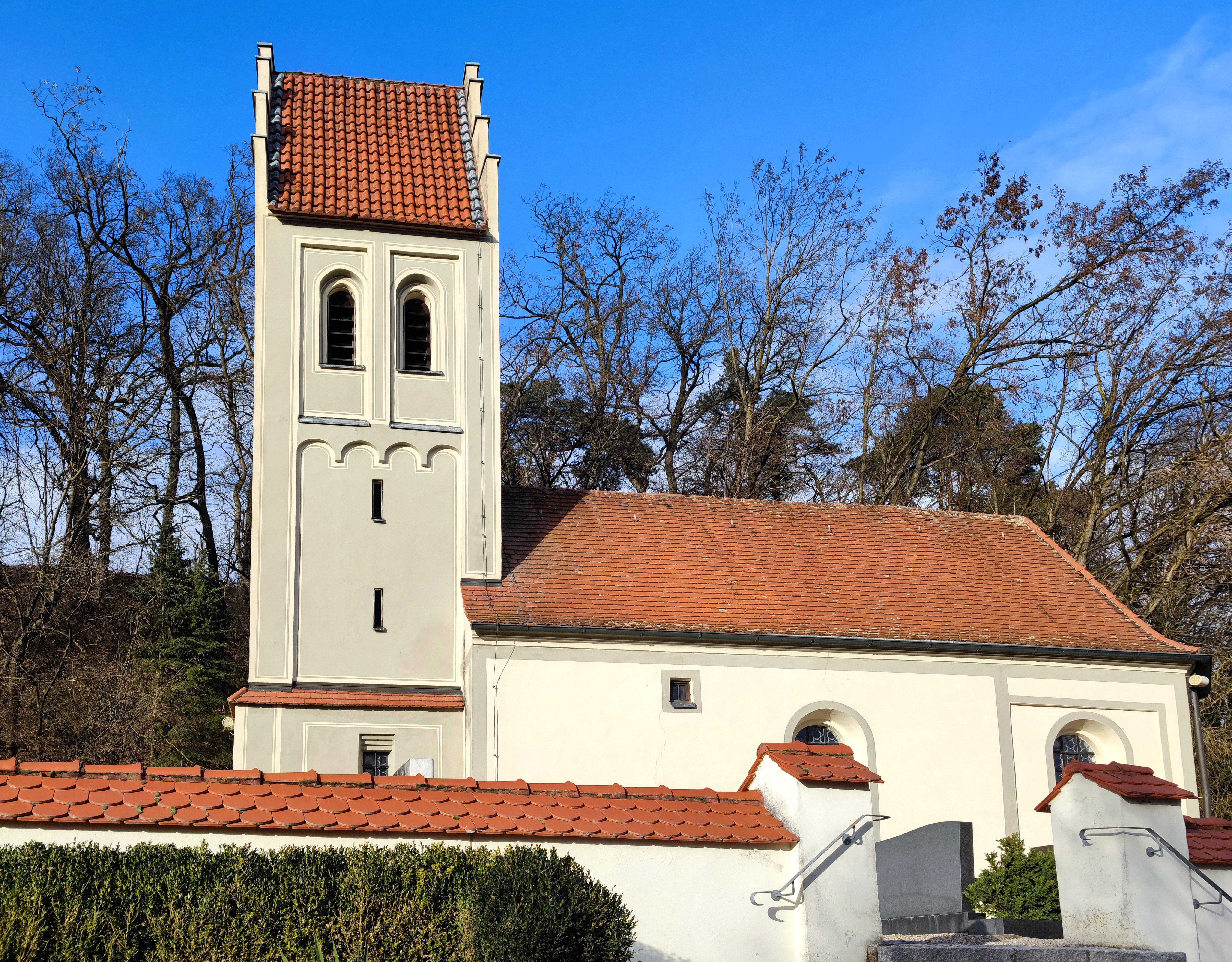
St. Nikolaus in Ossenzhausen

Die römisch-katholische Filialkirche St. Nikolaus steht in Ossenzhausen, einem Gemeindeteil von Rohrbach (Ilm) im oberbayerischen Landkreis Pfaffenhofen an der Ilm. Sie ist in der Liste der Baudenkmäler in Rohrbach (Ilm) unter der Nr. D-1-86-149-13 eingetragen. Die Kirche gehört zum Dekanat Pfaffenhofen im Bistum Augsburg.

## Beschreibung
Die Kirche ist ein Saalbau, bestehend aus dem 1754 über der Grundmauer eines spätromanischen Vorgängerbauwerks errichteten Langhaus, dem dreiseitig geschlossenen, im Kern aus dem 15. Jahrhundert stammenden Chor im Osten und dem zu Beginn des 15. Jahrhunderts erbauten Fassadenturm im Westen. Der Turm hat ein Satteldach zwischen Staffelgiebeln.
Der Innenraum des Langhauses ist mit einer Decke mit Hohlkehle überspannt, der des Chors mit einem Stichkappengewölbe. 
Im Chor steht ein viersäuliger Hochaltar aus der Zeit um 1700. Zentrales Bild ist eine Statue des Kirchenpatrons, des heiligen Nikolaus in goldenem Bischofsgewand und mit den drei Goldkugeln, die er nach der Legende einer armen Familie schenkte, um die Töchter vor der Prostitution zu bewahren. Neben dem Tabernakel stehen in kleinen Nischen Holzskulpturen des heiligen Franz Xaver und des heiligen Antonius aus der ersten Hälfte des 16. Jahrhunderts.
Die Orgel mit fünf Registern auf einem Manual und angehängtem Pedal wurde um 1850 von Anton Schin aus Neuburg gebaut und zählt zu den wenig erhaltenen Werken dieses Orgelbauers. Sie wurde 1984 von Deininger & Renner restauriert.